# Педро Монтт
Пе́дро Па́бло Елі́ас Монтт-Монтт (ісп. Pedro Elías Pablo Montt Montt; 29 червня 1849, Сантьяго, Чилі — 16 серпня 1910) — чилійський політичний діяч. Займав посаду президента Чилі з 1906 до своєї смерті від інсульту в 1910 році. Його консервативний уряд сприяв розвитку будівництва залізниць та виробничої діяльності. Одночасно ігнорувались нагальні соціальні та трудові проблеми.